# Cisterna d'Asti
Cisterna d'Asti är en ort och kommun i provinsen Asti i regionen Piemonte i Italien. Kommunen hade 1 224 invånare (2018).